# Leonida Lari

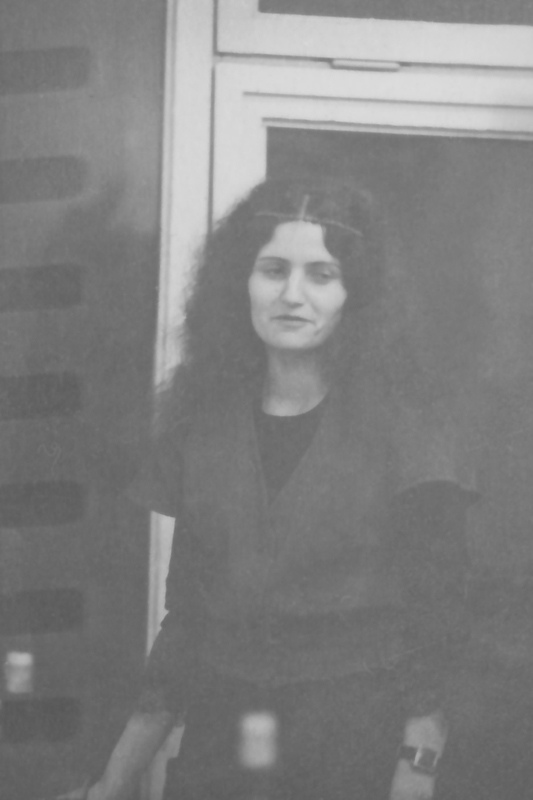
Leonida Lari, 1970er Jahre

Leonida Lari (* 26. Oktober 1949 in Bursuceni, Moldauische Sozialistische Sowjetrepublik, Sowjetunion; † 11. Dezember 2011 in Chișinău, Republik Moldau) war eine moldawisch-stämmige Dichterin, Journalistin und Politikerin, die sich für die Wiedervereinigung Bessarabiens mit Rumänien einsetzte. Sie veröffentlichte 24 Bände mit Lyrik und Prosa und übersetzte wichtige Werke der Weltliteratur ins Rumänische. Von 1989 bis 1991 war sie Mitglied des Obersten Sowjets der UdSSR und von 1992 bis 2008 Mitglied des rumänischen Parlaments, zunächst für die christdemokratische Partidul Național Țărănesc Creștin Democrat, ab der Legislaturperiode 1996 für die nach westeuropäischer Einordnung rechtsextreme Partidul România Mare, die sie 2005 aber unter Protest verließ.

## Leben
Leonida Lari wurde als Tochter des Lehrerehepaars Ion und Nadejda Tuchilatu geboren. Lari hatte einen jüngeren Bruder, Leonard Tuchilatu, ebenfalls Dichter, der im Alter von nur 24 Jahren an Nierenversagen starb. Lari schloss ein Studium der Philologie an der Staatlichen Universität von Chișinău ab. Sie arbeitete dort am Literaturmuseum D. Cantemir (1971–1973), war Redakteurin der Zeitschrift Literatură şi Artă (1985–1988) und Chefredakteurin (1988–2003) von Glasul Națiunii („Die Stimme“), der ersten Publikation in lateinischer Schrift in der sowjetischen Republik Moldau.
Lari war mit dem Schauspieler und Regisseur Mihai Iorga verheiratet, mit dem sie drei Kinder, Ramona, Cristina und Emanuela, hatte.
Seit Mitte der 1980er Jahre entwickelte sich in der Moldauischen Sowjetrepublik eine Nationalbewegung der rumänischsprachigen Bewohner. Auch gab es starke Bestrebungen zur Rückkehr zur rumänischen Sprache in lateinischer Schrift bis hin zur Vereinigung des Landes mit Rumänien. Die Bewegung bekam politisch ein immer größeres Gewicht, übernahm schließlich noch vor dem Zerfall der Sowjetunion die Macht. Lari war ein aktives und prominentes Mitglied der Bewegung. 1988 bis zum Zerfall der Sowjetunion wurde sie als Abgeordnete in den Obersten Sowjet gewählt. Aus 1989 wird die Geschichte einer von ihr inszenierten symbolischen Vermählung mit Ștefan cel Mare an seinem Denkmal in Chișinău überliefert. Lari war von 1990 bis 1992 Mitglied des Ständigen Büros der Bürgerbewegung, deren Nachfolgeorganisationen heute Teil der Christdemokratischen Partei sind, und  Vorsitzende der Christlich-Demokratischen Frauenliga (Liga Creştin Democrată a Femeielor), die in der heutigen Demokratischen Partei Moldaus aufgegangen ist. 
Nach wiederholten Bedrohungen für das Wohlergehen ihrer Kinder floh Leonida Lari 1992 mit ihrer Familie nach Bukarest. Dort war Lari zwischen 1992 und 2008 für vier Amtsperioden Abgeordnete im rumänischen Parlament, das erste Mal für die Partidul Național Țărănesc Creștin Democrat (PNȚCD), die drei weiteren Male für die Partidul România Mare (PRM)
Anfang Februar 2005 kündigte Leonida Lari ihren Austritt aus der Partei an, weil sie „Gedanken- und Handlungsfreiheit“ und „eine zivilisierte Sprache auch gegenüber politischen Gegnern“ bevorzuge. Die Partei war darüber erbost und die Zeitung Jurnal de Chișinău unterstellte, dass sie die PRM verlassen habe, weil sie dort nicht wieder gewählt worden wäre. Am 6. Januar 2007 meldete die Zeitung Adevărul, dass Lari einen Antrag auf Beitritt zur PNȚCD gestellt habe und damit zu der Partei zurückkehre, die sie 1992 ins Parlament gebracht habe.
Lari erhielt diverse Auszeichnungen, darunter 1996 den Orden der Republik (Ordinul Republicii), den höchsten Orden der Republik Moldau. und den nach Mihai Eminescu benannten Preis für Dichtkunst der Rumänischen Akademie.
Nach einem langen Kampf gegen den Krebs starb Lari 2011 in Chișinău. Nach ihrem Tod fand ein Staatsbegräbnis statt, bei dem Tausende Moldauer ihr die letzte Ehre erwiesen.

## Werke
- Piaţa Diolei (1974)
- Marele vânt (1980)
- Mitul trandafirului (1985)
- Scoica solară (1987)
- Insula de repaos (1988)
- Lumina graitoare (1989)
- Dulcele foc (1989)
- Anul 1989 (1990)
- Lira şi păianjenul (1991)
- Govorâŝij svet (1992)
- Al nouălea val (1993)
- Epifanii (1994)
- Scrisori de pe strada Maica Domnului (1995)
- Lunaria (1995)
- Aldebaran (1996)
- Între îngeri şi demoni (1998)
- Învingătoarele spaţii (1999)
- Insula de repaus (2000)
- Răstignirea porumbeilor (2003)
- Epifanii şi teofanii (2005)
- Infinitul de aur (2006)
- Sibila (2006)
- Traduceri din lirica universala (2009)
- 101 poeme (2009)